# Pierre-Lambert Goossens
Pierre-Lambert Goossens (18 de julho de 1827 - 25 de janeiro de 1906) foi um cardeal belga da Igreja Católica Romana. Ele serviu como arcebispo de Mechelen de 1884 até sua morte, e foi elevado ao cardinalato em 1889.

## Biografia
Pierre-Lambert Goossens nasceu em Perk , perto Vilvoorde , e ordenado ao sacerdócio em 21 de dezembro de 1850. Ele, então, ensinou pedagogia no seminário de Mechelen até 1858, sendo também nomeado Vice-pastor de sua catedral e secretário particular ao Arcebispo de 1856. Depois de se tornar um cânon honorário em 1860, Goossens foi nomeado vigário geral em 1878 e, mais tarde, Prelado Doméstico de Sua Santidade em 20 de agosto de 1880.
Em 1º de junho de 1883, Goossens foi nomeado bispo coadjutor de Namur e bispo titular de Abdera . Recebeu sua consagração episcopal no dia 24 de junho seguinte do bispo Jean Faict, com os bispos Victor Doutreloux e Victor van den Branden de Reeth servindo como co-consagradores . Goossens sucedeu Victor-Auguste-Isidore Dechamps como Bispo de Namur em 16 de julho de 1883, e mais tarde foi nomeado Arcebispo de Mechelen e, portanto, primaz da Igreja Belga em 24 de março de 1884.
Papa Leão XIII o criou cardeal Priest de Santa Croce in Gerusalemme no consistório de 24 de Maio de 1889. Goossens foi um dos cardeais eleitores no conclave papal 1903 que selecionou o Papa Pio X .
Em 1895, ele ordenou Amadeus de Bie como abade da Abadia de Bornem . Ele morreu em Mechelen, aos 78 anos, e é enterrado em sua terra natal, Perk.

## Honras
- 1885: Comandante na Ordem de Leopoldo. [1]
- 1900: Grand Cordon na Ordem de Leopoldo . [2]

## Link Externo
- Cardinals of the Holy Roman Church
- Catholic-Hierarchy [self-published]

 Herbermann, Charles, ed. (1913). «Pierre-Lambert Goossens». Enciclopédia Católica (em inglês). Nova Iorque: Robert Appleton Company